# توماس بارتلت
توماس بارتلت (انگلیسی: Doveman؛ زادهٔ ۱۳ اکتبر ۱۹۸۱) خواننده، پیانیست و تهیه‌کننده موسیقی اهل ایالات متحده آمریکا است. وی با نام داومن نیز شناخته می‌شود. او چهار آلبوم انفرادی به‌عنوان داومن، چهار آلبوم به‌عنوان عضوی از د گلومینگ، آلبوم‌های دونفره با آهنگساز نیکو موهلی و نوازنده کوئیوین او راهله و «پناهگاه» آلبومی از ساخته‌های پیانو سولو منتشر کرده است.
بارتلت به عنوان تهیه‌کننده با طیف وسیعی از هنرمندان برجسته از جمله یوکو اونو، سنت وینسنت و نورا جونز کار کرده است. «راز عشق»، همکاری با سوفیان استیونز برای موسیقی متن «من را با نامت صدا بزن»، نامزد جایزه اسکار بهترین ترانه و جایزه گرمی برای بهترین ترانه نوشته‌شده شده برای رسانه‌های تصویری در شصت و یکمین مراسم شد. «آگورا» ببل ژیلبرتو که توسط بارتلت تولید، مهندسی و میکس شده بود، نامزد دریافت جایزه بهترین آلبوم موسیقی جهانی در گرمی ۲۰۲۱ شد و او همچنین در آلبوم اورمور از تیلور سوئیفت و دنبال نکردن قانون ها اثر روفوس وین رایت که هر دو نامزد آن سال بودند، مشارکت داشت. از سال ۲۰۱۸، بارتلت از نزدیک با فلورنس اند د مشین کار کرده است، و در آوریل ۲۰۲۱ اعلام شد که فلورانس و بارتلت در حال نوشتن یک موزیکال برادوی بر اساس گتسبی بزرگ هستند.